# 孚琦

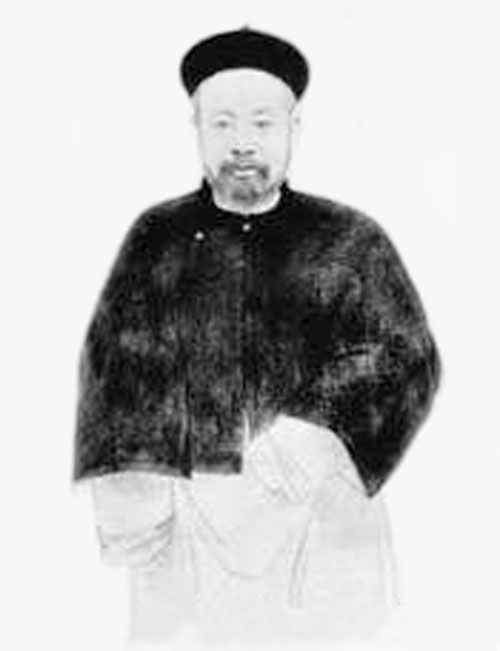
《庚子辛亥忠烈像赞》中的孚琦像

孚琦（1857年—1911年4月8日），西林覺羅氏，字樸孫，監生出身，諡“恪愍”，滿洲正藍旗人，官刑部右侍郎、广州满洲副都统署理廣州將軍。

## 生平
1911年4月8日，孚琦应邀與公子前往燕塘机场观摩法国人组织的“远东飞艇社”的飛行表演，當時那裡起飛的是廣州天空上的第一架飛機。下午6時零5分回程时行至东门直街尾广东咨议局前麒麟阁首泉香茶居门口。温生才這時從茶居出來，向前手持五响快枪径直发射，击中孚琦太阳穴、脑门、颈项、身部各一枪，孚琦当场身亡。
生平载《清史稿·列传二五六》卷469：“光绪三十二年，出為廣州副都統。頗以興學為己任，嘗設八旗工藝學校，整麗中小各學堂。明年，權將軍。將軍事故簡，孚琦慮即偷惰，日必讀書臨池，暇輒躬執勞役。宣統二年，再攝將軍篆。明年春，赴城東燕塘勘旗地，兼閱試演軍用飛機。有溫生才者，隸革命黨，事暗殺。會日將暮，伏道左，俟其至，轟擊之，遂殞命。生才被執，論棄市。事聞，上憫惻，諡恪愍，命凤山代之”。

## 履歷
- 捐納筆帖式[4]
- 光緒元年-光緒4年，戶部行走候補筆帖式[4]
- 光緒4年-光緒13年，戶部筆帖式[4]
- 光緒8年-光緒15年，軍機章京[4]
- 光緒13年-光緒14年，戶部主事[4]
- 光緒14年-光緒16年，戶部員外郎[4]
- 光緒15年-光緒21年，軍機處二班幫領班章京[5]
- 光緒16年-光緒25年，戶部郎中[4]
- 光緒20年，四品銜[5]
- 光緒20年，三品銜[5]
- 光緒20年，掌廣西司印鑰[5]
- 光緒21年-光緒[32]年，軍機處頭班領班章京[5]
- 光緒[32]年，方略館提調官[6]
- 光緒23年-光緒25年，候補五品京堂[4]
- 光緒25年，通政使司參議[4]
- 光緒25年-光緒26年，大理寺少卿[4]
- 光緒26年-光緒28年，內閣學士[4]
- 光緒26年-光緒28年，禮部侍郎銜(內閣學士兼)[4]
- 光緒26年-光緒32年，鑲黃旗漢軍副都統[4]
- 光緒28年，署兵部左侍郎[4]
- 光緒28年-光緒32年，刑部右侍郎[4]
- 光緒32年，鑲白旗滿洲副都統[4]
- 光緒32年-宣統3年，廣州滿洲副都統[4]
- 光緒34年-宣統元年；宣統2年-宣統3年，署廣州將軍[7]

## 家庭
- 曾祖常文，工部左侍郎。
- 祖父連輝。祖母伊尔根覺羅氏。
- 父舒濟。嫡母蘇完瓜爾佳氏。生母继配李佳氏。
- 姑母一西林覺羅氏，嫁道光戊戌科進士傳臚、武英殿大学士、文恭公正蓝旗宗室靈桂（父道光丙戌科二甲進士宗室豫本）。其女爱新觉罗氏，继配嫁正白旗满洲、文華殿大學士、文忠公瓜爾佳氏榮祿；孙女瓜爾佳氏幼蘭（庶母刘氏），嫡福晉嫁醇親王載灃，其子宣统帝溥儀。
- 姑母二西林覺羅氏，继配嫁宗室祥登（父宗室文徵，曾祖裕僖郡王亮煥，高祖裕莊親王廣祿 (清宗室)），原配妻喜塔臘氏（父正白旗满洲琦忠，曾祖佐领誠倫；曾祖母高佳氏，其父镶黄旗满洲、总兵高钰 (清朝)，胞叔文定公高斌，嫡堂兄文端公高晉；高祖文端公來保））。
- 原配妻尚氏。其父镶蓝旗汉军尚昌懋，历任广州满洲副都统、正紅旗漢軍副都統、鑲白旗与正紅旗護軍統領；胞兄尚其源与正蓝旗汉军、光緒丙子恩科進士胡俊章家族联姻；胞兄尚其堯，娶愛新覺羅氏（父載鶴，祖父貝子奕綸）；胞姊尚氏，嫁正白旗滿洲、光緒丙子恩科進士文慎公喜塔臘氏裕德；堂兄光緒十八年（1892年）壬辰科进士尚其亨。胡俊章与裕德系光緒丙子恩科进士同榜。
- 继配尚氏，其胞兄镶蓝旗汉军、光绪十八年（1892）进士尚其亨，父尚昌本。
- 儿嵩堃（字公博，别号博道人，1883-1944），又名林彥博，擅指画，师从劉錫玲（號聾道人）；清光绪、宣统年间，任礼部员外郎，民国时期曾任教于国立北平艺专，著有《續指頭畫说》。他画给陆潤庠的一幅《林彥博山水扇面畫》现收藏于美国威斯康辛大學密爾瓦基分校圖書館（该校周策縱教授捐赠）。妻李佳氏（父松鶴）。